# Řád sv. Jiří – evropský řád Domu Habsbursko-Lotrinského
Řád sv. Jiří – evropský řád Domu Habsbursko-Lotrinského (německy St. Georgs-Orden - Ein europäischer Orden des Hauses Habsburg-Lothringen, zkráceně SGO) je dynastickým rytířským řádem habsbursko-lotrinské dynastie, jehož sídlo je ve Vídni. Velmistrem řádu je hlava rodu Karel Habsbursko-Lotrinský. Řád je veden v registru rytířských řádů Mezinárodní stálé komise pro rytířské řády (Commission Internationale d’Etudes des Ordres de Chevalerie).

## Původ
Tradice uctívání sv. Jiří jako patrona křesťanského rytířstva vznikla ve středověku i na území střední Evropy a má svůj doložitelný počátek v uherském Bratrstvu či Společenstvu sv. Jiří z roku 1326.
Podobně bylo sv. Jiří zasvěceno Společenstvo rytířů (Societas Templois) založené o deset let později v roce 1337 Ottou Veselým, vévodou rakouským, štýrským a korutanským. Společenstvo bylo spirituálně spojeno se Svatojiřskou kapli augustiniánského chrámu ve Vídni.
O více než půl století později v roce 1462 založil císař Fridrich III. Habsburský ve Vídni další rytířský řád zasvěcený sv. Jiří, určený tentokrát na boj proti Turkům. Řád byl v roce 1469 potvrzen bulou papeže Pavla II. s prvním velmistrem Johannem Siebenhirterem, blízkým důvěrníkem císaře. Sídlem tohoto duchovně-rytířského řádu se stal původně benediktinský klášter v korutanském Millstattu. Velkým podporovatelem tohoto řádu byl Fridrichův syn císař Maximilian I. Z jeho rozhodnutí bylo v Innsbrucku v roce 1493 založeno světské Bratrstvo sv. Jiří, které bylo k millstattskému řádu následně připojeno.
Za Maxmiliánova následovníka na císařském trůnu, Karla V., který se stal již předtím králem španělským a titulárně i vévodou burgundským, získali Habsburkové vládu nad prestižním Řádem zlatého rouna. Věhlas Zlatého rouna zastínil význam a postavení millstattského Řádu sv. Jiří a po smrti v pořadí třetího velmistra řádu Wolfganga Prandtnera již další velmistr nebyl ustanoven a řád postupně vyhasínal. Hluboká svatojiřská úcta však v habsburském rodu přetrvávala dál.
V roce 1768 učinil Filip Ferdinand, říšský hrabě z Limburgu-Styru, příslušník jednoho z nejstarších rodů západní části Německa, rodu Berg, pokus o vzkříšení středověkého Řádu čtyř císařů. Oporou mu byl odkaz na středověký lucemburský Řád staré šlechty založený Jindřichem VII. v roce 1308. Ke zmíněné staré šlechtě náleželi i Bergové a název nového řádu se odkazoval na čtyři středověké lucemburské císaře - Jindřicha VII., Karla IV., Václava IV. a Zikmunda. Starobylý Řád staré šlechty reorganizoval, podle některých historiků na řád s větví německou a francouzskou. Německá větev řádu zahrnovala vysokou aristokracii ze zemí Svaté říše římské včetně Vlámska a Valonska, francouzská větev pak postavením odpovídající šlechtu francouzskou, a to až do Velké francouzské revoluce, která existenci staré královské šlechty ukončila. Dále přežívala již jen větev německá. Říšský hrabě Filip Ferdinand zemřel v roce 1794 a jeho následovník Ernst Maria ztratil v tomtéž roce své nizozemské panství vpádem revoluční armády Francie. V roce 1806 vévodství Berg zaniklo rozhodnutím Napoleona. S ním na čas skončil Řád čtyř císařů.
Již v roce 1838 Josef vikomt Kerckhove-Varent řád oživil, reorganizoval a zdůraznil jeho kontinuitu se stejnojmenným řádem středověkým. Přes jistá zpochybnění oprávněnosti kontinuity byl řád uveden v život a udělován v podobě osmihrotého bílého kříže nesoucího na ramenech iniciály jmen čtyř lucemburských císařů H (Jindřicha VII.), C (Karla IV.), W (Václava IV.) a S (Zikmunda). Na středu kříže v modrém medailonu byla postava Strážného anděla jako patrona řádu. Medailon byl rámován červeným mezikružím. Řád v uvedené podobě i zanikl.
V roce 1923 skupina bývalých císařských rakousko-uherských a německých důstojníků založila elitní organizaci monarchistické orientace odvolávající se na tradici Svaté říše římské. V roce 1926 tato skupina přijala myšlenku obnovení historického Domácího limburského řádu v podobě z roku 1838. V roce 1927 získal řád v duchu prohloubení historického povědomí nové označení Řád rytířů sv. Jiří čtyř římských císařů s bailiviky Wendland, Dolní Sasko, Porýní-Vestfálsko, Jižní Německo a Rakousko-Uhersko. Jako výraz obnovení svatojiřského ducha řádu bylo do insignie vtěleno vyobrazení patrona rytířstva Sv. Jiří, náhradou za postavu Strážného anděla. Funkce velmistra řádu nebyla obsazena, faktickým vedením byl pověřen guvernér řádu.
V roce 1935 bylo sídlo řádu přeneseno z Německa do Salcburku – bailiviku Rakousko-Uhersko, odkud mohl výrazně protinacistický řád svobodně působit. V roce 1937 byl funkcí guvernéra řádu pověřen Jan Lichtenštejnský. Po anšlusu Rakouska byl řádový majetek zkonfiskován a řád zakázán. Válečná léta pak řád přežil v neutrálním Lichtenštejnsku – Švýcarsku.
Po druhé světové válce princ Jan změnil charakter a název řádu na Klub sv. Jiří se sídlem ve Vídni. V roce 1960 byl název společenství navrácen k původní podobě jako Řád sv. Jiří. Koncem roku 1960 převzal Otto von Habsburg nad tímto řádem čestnou ochranu. 

## Současnost
Dne 18. ledna 2008 v Mnichově arcivévoda Otto a jeho syn Karel Habsbursko-Lotrinský oznámili založení evropského Řádu sv. Jiří a první řádová kapitula, svolaná na 24. dubna 2010, pak stvrdila vyhlášenou řádovou ústavu. Následně byl 30. dubna 2011 slavnostně vyhlášen velmistrem vznik řádu.
Řád spojuje rytířskou tradici s myšlenkou sjednocené Evropy ve smyslu politických idejí Otty von Habsburg. Kořeny řádu sahají daleko do minulosti, nikoliv však ve smyslu nepřerušené kontinuity, ale v návaznosti na ideál křesťanského rytířství. Do popředí jsou postaveny tradiční hodnoty etické, morální a duchovní, jakými jsou hájení lidské důstojnosti a s ní spojená práva každého člověka. V této souvislosti se řád intenzivně zabývá sociálním, ekonomickým a vědeckým vývojem. Řád zachovává a podporuje tradice, které jsou v souladu s jeho zásadami – to zahrnuje mimo jiné úctu k historii regionů, států, zemí a základní jednotce lidské společnosti - rodině. Řád je evropský, podporuje mnohonárodnostní starorakouskou státní myšlenku, říšskou ideu, založenou na subsidiaritě zemí a regionů, v současnosti rostoucí potřebu spolupráce se státy střední a jihovýchodní Evropy a zasazuje se o jednotnou sebevědomou Evropu. Zaujímá nadstranické postoje k aktuálním politickým otázkám. Je křesťanský a hodnotově konzervativní. Ve svém charitativním díle se snaží mírnit osm druhů bídy, jimiž jsou nemoc a samota, vyhnanství a hlad, absence lásky a pocit viny, lhostejnost a bezvěrectví a bojovat proti jejich příčinám.
Řád se zúčastnil i ceremonie při uložení relikvie bl. Karla I. v Praze ve Svatovítské katedrále dne 23. dubna 2022.

## Řádové insignie
Insignií řádového rytíře je zlatý osmihrotý oboustranně bíle smaltovaný maltézský kříž pohyblivě převýšený zlatou jednostranně provedenou císařskou, tzv. Rudolfovou korunou. Na aversu kříže je na středu umístěn kruhový, černě smaltovaný medailon se zlatým reliéfem zobrazujícím sv. Jiří – Drakobijce na koni, směřujícím vpravo. Medailon je rámován jednoduchou tenkou lištou. Medailon na reversu insignie je rovněž pokryt černým smaltem se zlatým řádovým heslem VIRIBUS UNITIS v opisu. Slova hesla jsou oddělena zlatými tečkami. Medailon je rámován jednoduchou tenkou zlatou lištou. Koruna je na reversu opatřena zlatým svislým třmenovým prstencem, spojující kříž s korunou a sloužící současně pro spojení s průvlečnou náhrdelní stuhou. Stuha je černá, 40 mm široká opatřená zlatě vetkávanými okrajovými pruhy.
Insignie řádové dámy jsou odlišné – klenot tvoří zvětšená zlatá prořezávaná reliéfní plastika sv. Jiří na koni z medailonu řádového kříže, zavěšená na řádové stuze složené do mašle. Nosí se na hrudi pod levým ramenem předepsaného oděvu, který ukládá řádový dress-code závazný pro ženy i muže. 
Insignie řádového komtura pak tvoří výše popsaná náhrdelní dekorace a identický kříž zavěšený na zlaté kolaně. Vicekomtur má pak kolanu stříbrnou. Velmistr řádu, jeho zástupce a nejvyšší řádoví hodnostáři nosí řádový kříž na zvláštní zdobné zlaté kolaně opatřené na hrudi císařským orlem.
Řádové pláště, které jsou základní součástí slavnostního oděvů rytířů i dam se navzájem liší. Plášť rytíře je černý a nese na levé straně hrudi bílý řádový kříž. Pláště řádových dam jsou temně červené barvy a na levém rameni mají umístěný v kruhu vyšitý reliéf svého klenotu. Pro významné společenské příležitosti používají rytíři tzv. frakové miniatury, muži i dámy pak při ostatních společenských příležitostech miniatury v podobě rosety – rytíři černé s malým řádovým křížem, dámy rosety červené s miniaturou klenotu.

## Vnitřní struktura řádu
Řádový konvent se koná jedenkrát ročně v dubnu v den blízký svátku patrona řádu sv. Jiří, kdy se konají slavnostní investitury nových členů řádu. Druhým svátkem je pak Řádový den konaný v říjnu, kdy zasedá řádová kapitula přístupná všem rytířům.
V čele řádu stojí jako suverén velmistr, který je hlavou habsbursko-lotrinské dynastie, v současnosti se jedná o Karla Habsbursko-Lotrinského. Velmistr může jmenovat svého zástupce, tím je v současnosti bratr velmistra Jiří Habsbursko-Lotrinský. Vedením řádu je pověřena kapitula, členy kapituly tvoří prokurátor, kancléř, vicekancléř, justiciář, děkan, řádový maršál, ceremoniář a kapituláři se zvláštními funkcemi. Dalšími kolektivními orgány řádu jsou Velká řádová rada, Řádový soud a Duchovní rada.
Řád sv. Jiří má v současné době komendy v Rakousku, v Německu, v Itálii, v Chorvatsku, ve Slovinsku, v Maďarsku, v Srbsku a ve Spojeném království Velké Británie a Severního Irska. Dále má své delegace ve Švýcarsku, Nizozemsku a na Slovensku. Česká komenda byla vyhlášena na řádovém konventu v Budapešti v roce 2019. Komturem (vedoucím) české komendy je Milan Novák.

## Kontroverze
Okolo řádu se v roce 2016 objevily kontroverze okolo Norberta Hofera, který na klopě během své prezidentské kampaně nosil rozetu řádu. Ukázalo se, že Norbert van Handel, tehdejší prokurátor řádu, do řádu přiváděl lidi spojené s FPÖ. Van Handel byl také tím, kdo Hofera do řádu přivedl.  Toto zjištění vyvolalo v řádu nevoli, řád opustil i čestný rytíř Erhard Busek. Suverén Karel Habsbursko-Lotrinský se rozhodl odvolat van Handela ve funkci prokurátora a Helmut Günther, blízký spolupracovník van Handela, byl odvolán z funkce kancléře. Novým kancléřem se pak stal liberálně smýšlející Stefan Schermaier. Došlo i na změnu pravidel, aby se tyto aktivity nemohly opakovat. Karel Habsbursko-Lotrinský připomněl, že řád je nadstranický.
V roce 2019 museli z řádu odejít Johann Gudenus a Markus Tschank, oba FPÖ, kteří byli zapleteni do Aféry Ibiza. Z řádu musel odejít i další významný člen FPÖ Dominik Nepp.
Při začátku invaze Ruska na Ukrajinu v roce 2022 celý řád odsoudil tento ruský útok a v průběhu konfliktu koná i sbírky na pomoc. Velmistr řádu Karel Habsbursko-Lotrinský je dlouhodobým kritikem ruského režimu Vladimira Putina.

## Členové
Níže jsou uvedeni známí a čestní rytíři, dámy a členové duchovní rady řádu.

### Čestní a známí rytíři řádu
- Siegfried Auffermann (†)
- Jan Peter Balkenende
- Jan Bárta
- Robert Brieger
- Randolph Leonard Spencer-Churchill
- Luis Durnwalder
- Gerald Ebinger
- Werner Fasslabend
- Massimiliano Fedriga
- Michael F. Feldkamp
- András Gerö (†)
- Gerald Grosz
- Jiří Habsbursko-Lotrinský
- Karel Habsbursko-Lotrinský
- Karel Konstantin Habsbursko-Lotrinský
- Herbert Haupt
- Michael Heres
- Daniel Herman
- Norbert Hofer
- Moritz Hunzinger
- Ďorge Ivanov
- Norbert Kapeller
- Andreas Karlsböck
- Karlheinz Kopf
- Maximilian Krauss
- Martin Kubinzky
- Reinhold Lopatka
- Roberto Maroni (†)
- Hugo von Mensdorff-Pouilly (†)
- Gerhard Milletich
- Siegfried Nagl
- Milan Novák
- Harald Ofner
- Alexander Pachta-Reyhofen
- Rosen Plevneliev
- Erwin Pröll
- Josef Pühringer
- George Robertson
- Ľubomír Roman (†)
- Luigi Roth
- Andrä Rupprechter
- Franz Schausberger
- Karl Schlögl
- Zsolt Semjén
- Carsten Spohr
- David Steel
- Thomas Stelzer
- Jiří Toman (†)
- Alfred Tombor-Tintera
- Max Turnauer (†)
- Herwig van Staa
- Giuseppe Vianello
- Reinhart Waneck
- Alan Watson

### Čestné a známé dámy
- Eva Demmerle
- Camilla Habsbursko-Lotrinská
- Eilika Habsbursko-Lotrinská
- Beatrix Karl
- Maria Schmidt
- Gabriela Stimpfl-Abele
- Ursula Stenzel
- Maria Trauttmansdorff-Weinsberg
- Verica Trstenjak
- Silke Vollenhofer

### Duchovní rada
- Maria Gratia Baier
- Markus Bugnyar
- Mons. Stefano Canonico
- Dominik Duka
- German Erd
- Anton “Toni” Faber
- Stefan Gugerel
- Reverend Allan Hawkins
- Gerhard Höbarth
- Klaus Küng
- Pius Maurer
- Mons. Karl Stepwieser
- Ambrož Martin Štrbák
- Reverend Sam Wells

### Bývalí známí členové
Zde jsou uvedeni bývalí členové řádu, kteří ho opustili.
- Erhard Busek (do listopadu 2016) (†)
- Johann Gudenus (do září 2019)
- Dominik Nepp
- Markus Tschank (do roku 2019)